# Врабчетата на човешкия род
„Врабчетата на човешкия род“ е български документален филм от 1993 година, по сценарий и режисура на Боян Папазов. Филмът документира живота и бита на циганите от Столипиново.